# Algis Jankauskas
Algis Jankauskas (Vilna, RSS de Lituania, Unión Soviética, 27 de septiembre de 1982) es un futbolista lituano. Juega de defensor y su equipo actual es el FK Sūduva de la A Lyga de Lituania. 

## Selección nacional
Ha sido internacional con la selección de fútbol de Lituania en 13 ocasiones sin anotar goles.

## Clubes
| Club                | País     | Año           |
| ------------------- | -------- | ------------- |
| Polonija Vilnius    | Lituania | 2000          |
| FK Žalgiris Vilnius | Lituania | 2003-2004     |
| FC Amkar Perm       | Rusia    | 2004-2005     |
| FK Vėtra            | Lituania | 2006-2010     |
| FK Žalgiris Vilnius | Lituania | 2011-2015     |
| FK Sūduva           | Lituania | 2016-presente |

## Palmarés

### Campeonatos nacionales
| Título                | Club                | País     | Año  |
| --------------------- | ------------------- | -------- | ---- |
| Supercopa de Lituania | FK Žalgiris Vilnius | Lituania | 2003 |